# Kolej Legnicko-Rawicka
Kolej Legnicko-Rawicka (niem. Liegnitz-Rawitscher Eisenbahn-Gesellschaft, LRE) – niemieckie przedsiębiorstwo utworzone 25 maja 1897, które zbudowało i eksploatowało normalnotorową linię kolejową Legnica – Rawicz – Kobylin i odgałęzienie (w Polsce Linia kolejowa nr 390). Eksploatację powierzono spółce Lenz & Co.